# 北海道武蔵女子短期大学
北海道武蔵女子短期大学（ほっかいどうむさしじょしたんきだいがく、英語: Hokkaido Musashi Women's Junior College）は、北海道札幌市北区北22条西13丁目に本部を置く日本の私立大学。1967年創立、1967年大学設置。

## 概観

### 大学全体
- 武蔵大学の卒業生ならび関係者有志などが、「北海道の地において、武蔵大学の少人数制教育を核とした女子の教育を実現したい」との思いから設立が構想され 、「知性・情意・意欲」の教育理想のもと、1967年開学に至った[2]。当初は、1学科で入学総定員100名体制[3]だったが、1974年度入学生から2学科、1995年度から3学科体制となり、2024年度の入学生から2学科体制に縮小された[注釈 1]。

### 教育および研究[注 2]
- 北海道武蔵女子短期大学の教養学科は当短大で初めて設置され、名称の通り｢日本の歴史｣・｢アジアの歴史｣・｢ヨーロッパの歴史｣・｢メディア論｣・｢現代史｣・｢スポーツの科学｣・｢現代社会とマスコミ｣など人文・社会系の科目を幅広く学ぶイメージが強い。英文学科では｢英文法｣・｢英米文学｣・｢英語学概論｣・｢英文学史｣など英米の言語・文化などに関する科目がある。経済学科は、北海道内の女子短大では唯一で、学生の興味や関心・目的により以下の履修モデルを選択することができる
  - ｢経済と生活｣コース：｢消費と生活｣・｢国際経済事情｣・｢税金と経済｣ほか
  - ｢金融と国際経済｣コース：｢国際経済事情｣・｢国際金融｣・｢証券と経済｣ほか
  - ｢経営と情報｣コース：｢税金と経済｣・｢企業と会計｣・｢コンピューター演習｣ほか

### 学風および特色
- 女性が社会で活躍できるよう、教養と実践能力の習得。
- 少人数教育。
- ゼミナールを中心としたカリキュラム。
- 国際交流プログラムの充実。
- 2004年度より「図書館員リカレントプログラム」の導入。

## 沿革
- 1967年
  - 1月23日 左記を以て文部省[注 3]より短期大学の設置が認可される[注 4]。
  - 4月1日 北海道武蔵女子短期大学が以下の学科体制にて開学する[7]。
    - 教養科 入学定員100名[8]

  - 5月1日 学生数[9]/定員
    - 教養科 164[注釈 2]/100
- 1974年
  - 4月1日 教養科を教養学科に改称。かつ以下の学科を増設[10]。
    - 英文学科 入学定員50名[11]
- 1975年
  - 5月1日 学生数[12]/定員
    - 教養学科 477[注釈 2]/200
    - 英文学科 197[注釈 2]/100
- 1976年
  - 4月1日 学科の定員増を以下の通り執り行う[13]。
    - 教養学科 100[注釈 3]→200[注釈 4]
    - 英文学科 50[注釈 3]→100[注釈 4]

  - 5月1日 学生数[16]/定員
    - 教養学科 517[注釈 2]/300
    - 英文学科 227[注釈 2]/150
- 1986年
  - 4月1日 英文学科の入学定員を100[17]→150[18]に増員[注 5]。
  - 5月1日 学生数[21]/定員
    - 教養学科 601[注釈 2]/400
    - 英文学科 393[注釈 2]/250
- 1992年
  - 5月1日 学生数[注 6]/定員
    - 教養学科 612[注釈 2]/400
    - 英文学科 443[注釈 2]/300
- 1995年
  - 4月1日 以下の学科を増設する[24]。
    - 経済学科 入学定員70名

  - 同 上記にともない以下の学科を入学定員減とする。
    - 英文学科 150→120
    - 教養学科 200→160

  - 5月1日 学生数[25]/定員
    - 教養学科 440[注釈 2]/360
    - 英文学科 286[注釈 2]/270
    - 経済学科 84[注釈 2]/70
- 1999年
  - 5月1日 学生数[26]/定員
    - 教養学科 439[注釈 2]/320
    - 英文学科 313[注釈 2]/240
    - 経済学科 173[注釈 2]/140
- 2010年
  - 4月1日 学科の定員増を以下の通り行う[27]。
    - 教養学科 160→185
    - 英文学科 120→135
    - 経済学科 70→80
- 2013年
  - 4月1日 学科の定員減を以下の通り行う[28]。
    - 教養学科 185→180
    - 英文学科 135→100
    - 経済学科 80→70
- 2014年
  - 1月 平成26年度大学入試センター試験参加短期大学の1校となる[29]。
- 2015年
  - 1月 平成27年度大学入試センター試験参加短期大学の1校となる[30]。
- 2016年
  - 1月 平成28年度大学入試センター試験参加短期大学の1校となる[31]。
- 2017年
  - 4月1日 学科の定員増を以下の通り行う[32]。 
    - 教養学科 180→200
    - 英文学科 100→120
    - 経済学科 70→80
- 2023年
  - 4月1日 経済学科の最後の学生の入学[注釈 1]。

## 基礎データ

### 所在地
- 北海道札幌市北区北22条西13丁目

### 交通アクセス
- 札幌市営バスを利用
  - 札幌市営地下鉄南北線北24条駅
    - 北桑園線（西51番）「武蔵女子学園」バス停留所下車すぐ。
    - 新川線（北72番）・北24条線（軒32番）「北24条西13丁目」バス停下車徒歩約5分。

  - JR函館本線桑園駅・札幌駅
    - 北桑園線（西51番）「武蔵女子学園」バス停下車徒歩約2分。

### 象徴
- カレッジマークは右記資料を参照[5]。

## 教育および研究

### 組織

#### 学科
- 教養学科 入学定員200名[1]：「図書館司書課程」と「ビジネス教養課程」の２つの付設課程がある。
- 英文学科 入学定員120名[1]
- 経済学科 入学定員80名[1]：｢経済と生活｣・｢金融と国際経済｣・｢経営と情報｣の各コースがある。

#### 専攻科
- なし

#### 別科
- なし

##### 取得資格について
- 教養学科では司書資格が取得できる。
- 英文学科がかつて、中学校教諭二種免許状（英語）の課程として認可を受けていた[注 7]。

#### 附属機関
- 附属図書館[39]
- 児童図書館

### 研究
- 『北海道武蔵女子短期大学紀要』[40]

## 学生生活

### 部活動・クラブ活動・サークル活動
- 北海道武蔵女子短期大学のクラブ活動
  - 体育系：舞踏・テニス・バスケットボール・バドミントン・バレーボール・卓球・ゴルフほか
  - 文化系：E・S・S・華道・茶道・写真・美術・合唱・放送・軽音楽・書道・手芸ほかよさこいチームとしてコンサフリークがある

### 学園祭
- 北海道武蔵女子短期大学の学園祭は毎年、概ね10月に行われている。

## 大学関係者と出身者

### 大学関係者
- 宮本和吉：初代学長
- 長尾正人 (育種学者)：2代学長
- 高橋萬右衛門：3代学長
- 小林晴夫：5代学長
- 所哲也：6代学長
- 佐藤茂行：7代学長
- 小林好宏：8代学長
- 内田和男：9代学長
- 町野和夫：10代学長

### 著名な卒業生
- 宮永明子(フリーアナウンサー)
- 朝倉かすみ（小説家）
- 竹本アイラ（ラジオパーソナリティ、モデル、タレント、実業家）
- 高田まゆみ（北海道テレビパーソナリティー）
- 伊藤亜由美（CREATIVE OFFICE CUE 社長）

## 施設

### キャンパス
- 1号館
  - キャリアアシストセンター
  - アクティブ・ラーニング室
- 2号館
  - コンピュータ室
  - 就職指導室
- 3号館
  - 学生食堂
  - コンピュータ室
  - 事務局
  - 保健室・学生相談室
- 4号館
  - 学生ホール
  - 大講義室
- 体育館
- テニスコート

## 対外関係

### 他大学との協定

#### アメリカ
- スプリングフィールド大学

#### オーストラリア
- ウーロンゴン大学

#### カナダ
- セントメアリーズ大学

#### イギリス
- 国立バンガー大学

### 系列校
- 北海道武蔵女子大学

## 社会との関わり
- 1999年より、本短大が「北海道地域インターンシップモデル事業」に参加している。
- 本短大の学生が、「YOSAKOIソーラン祭り」に参加している。

## 卒業後の進路について

### 編入学・進学実績
- 教養学科：名寄市立大学・京都女子大学・北海学園大学・北星学園大学ほか
- 英文学科：北海道大学・広島大学・京都女子大学・関西外国語大学・北星学園大学ほか
- 経済学科：北海道大学・小樽商科大学・北海学園大学ほか